# 龙喜寺
龙喜寺，位于中国青海省玉树县下拉秀乡，为第六批青海省文物保护单位，公布日期为1998年12月22日，类型为古建筑。
龙喜寺的历史年代为清。